# すろっぴー
すろっぴーとは、徳島県、鳴門市に設置されたスロープカーである。高速鳴門バスストップにアクセスするために鳴門市が設置した。

## 路線データ

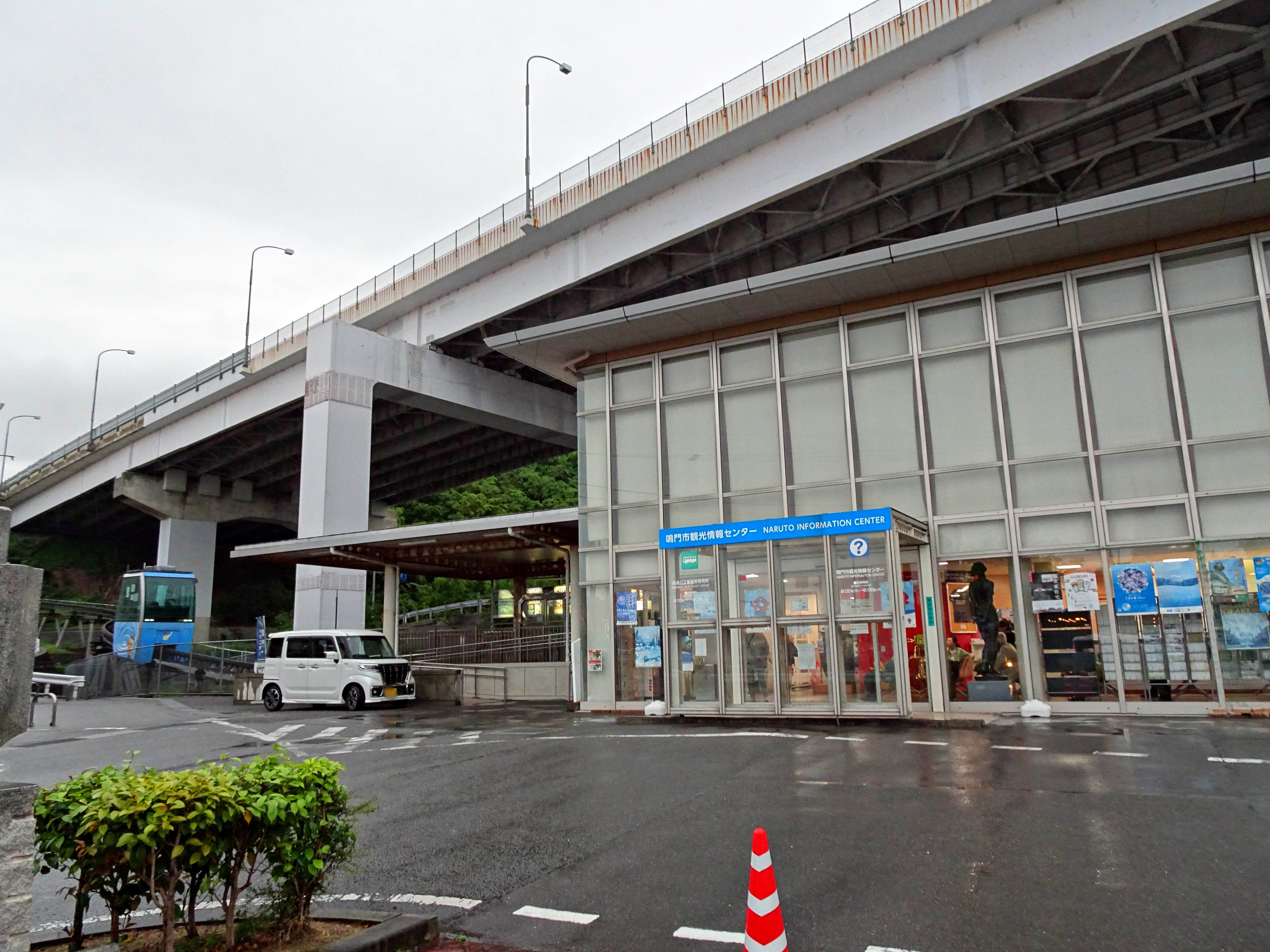
鳴門市観光情報センターとすろっぴー乗り場

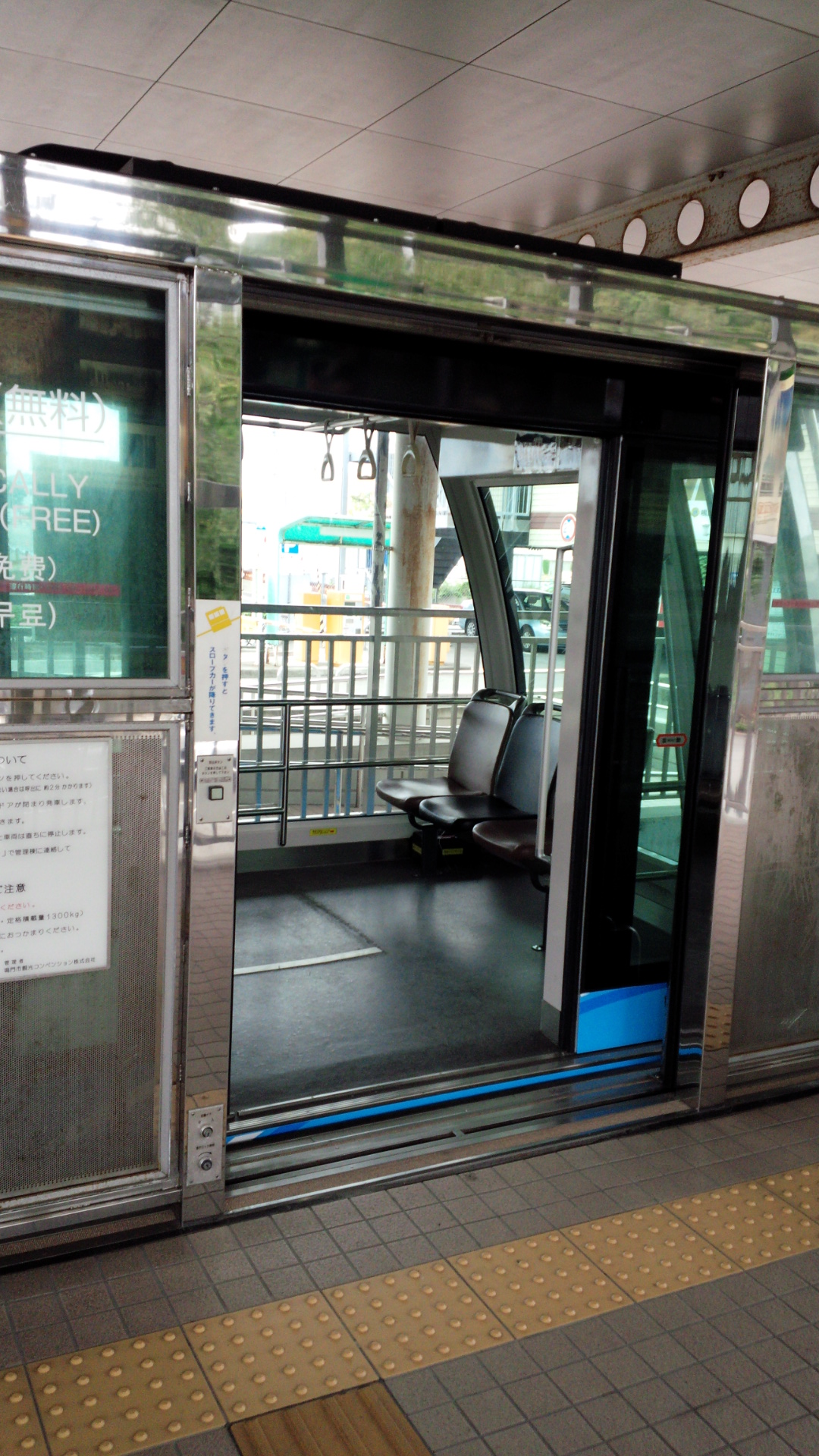
すろっぴー のりば

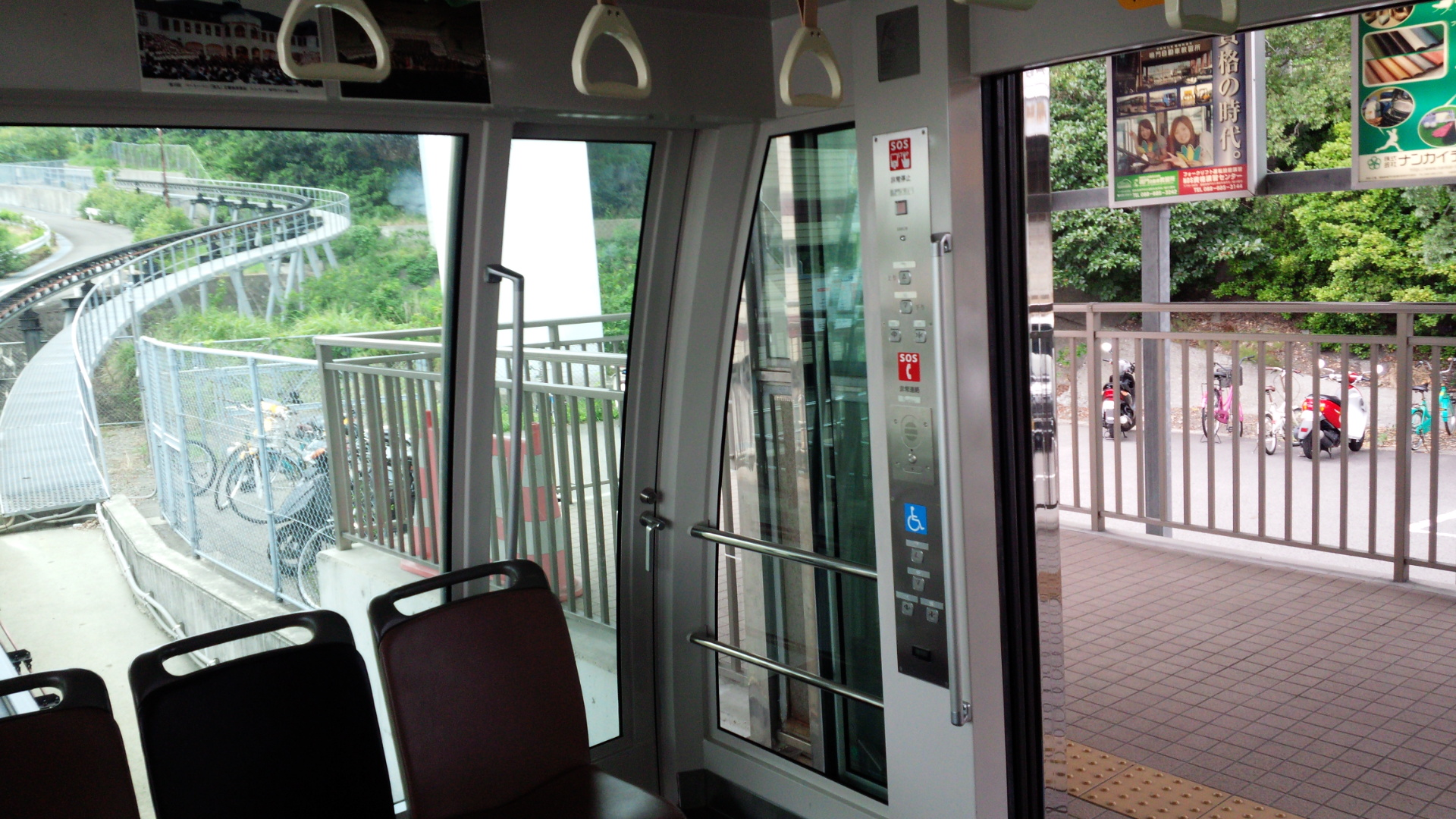
すろっぴー 室内の操作ボタン

- 形式：自走式モノレール（製造：嘉穂製作所）
- 路線全長：161 m
- 車両：20人乗り（うち座席は7席）
- 走行区間：鳴門市観光情報センター前 - 高速鳴門バスストップ
- 所要時間：片道約90 秒
- 標高差：約20 m
- 運行方法：無人運転

### 運賃
無料｡

### 運転時間
4:20～25:00

## 乗車方法
エレベーターと同じ、呼びボタンを押して車両を呼び出し、乗車後は目的地のボタンを押すと出発する。

## アナウンス
- 鳴門市観光情報センター向きでは鳴門市の観光案内のアナウンスが、高速鳴門バスストップ向きでは鳴門市への訪問に対する感謝のメッセージアナウンスが流れる。
- 2代目すろっぴー導入以降、既存のアナウンスに替えて鳴門市長や徳島ヴォルティスの、鳴門市にゆかりのある選手[2]のほか、「なると」つながりでテレビアニメNARUTO -ナルト- 疾風伝のうずまきナルト役声優の竹内順子がアナウンスを務めたことがある。

## 歴史
すろっぴーは2002年4月に運転を開始した。運転開始から10年を経て、老朽化が見られたために運休の措置が取られたこともあった。その後、2012年11月15日に2代目の車両に交換された。

## 車両
| すろっぴー(初代) |  | すろっぴー(初代) |
| すろっぴー(初代) |  |                  |

| すろっぴー(２代目) |  | すろっぴー(２代目) |
| すろっぴー(２代目) |  |                    |

## 備考
他のスロープカーと同様に法律上はエレベーター扱い（斜行エレベーター）であり、鉄道・軌道路線ではない。